# (29781) 1999 CL50
A (29781) 1999 CL50 a Naprendszer kisbolygóövében található aszteroida. A LINEAR projekt keretében fedezték fel 1999. február 10-én.